# Castiglione in Teverina
Castiglione in Teverina är en ort och kommun i provinsen Viterbo i regionen Lazio i Italien. Kommunen hade 2 319 invånare (2018).